# Drautal
Het Drautal is het belangrijkste dal in de Oostenrijkse deelstaat Karinthië.
Het dal begint in Oost-Tirol bij Lienz en het eindigt in het Sloveense deel van Stiermarken, de provincie Stiermarken tot vlak bij Maribor.
Door het dal stroomt de rivier de Drau, waaraan het dal zijn naam dankt. Deze ontspringt ten westen van Lienz op het Toblacher Feld tussen Toblach en Innichen in het Italiaanse Zuid-Tirol. Tot bij Lienz stroomt de rivier door het Pustertal.
Het Drautal werd in de IJstijd tot een breed trogdal uitgeslepen. De vlakke dalbodem verschafte de Karinthiërs geschikte landbouwgronden, waardoor het gebied dichtbevolkt werd.

## Indeling
- Oberes Drautal van Lienz tot bij Möllbrücke in Lurnfeld
- Lurnfeld van Möllbrücke tot bij Spittal an der Drau
- Unterdrautal van Spittal tot bij Villach
- Villacher Becken
- Rosental van Villach tot bij Gallizien
- Jauntal van Gallizien tot bij Dravograd
- Van Dravograd tot bij Maribor

## Zijdalen
De belangrijkste zijdalen van het Drautal:
- het Mölltal van links bij Möllbrücke
- het Liesertal van links bij Spittal an der Drau
- het Gailtal van rechts bij Villach
- het Gegendtal van links bij Villach
- het Gurktal van links bij Grafenstein
- het Lavanttal van links bij Lavamünd
- het dal van de Meža van rechts bij Dravograd